# Luci Licini Lucul (pretor 104 aC)
Luci Licini Lucul (llatí: Lucius Licinius L. f. Lucullus) va ser un magistrat romà. Era fill de Luci Licini Lucul i pare del general Luci Licini Lucul que va derrotar Mitridates. Formava part de la gens Licínia i era de la família dels Licini Lucul, d'origen plebeu.
Va ser pretor l'any 103 aC i el senat l'anomenà per prendre el comandament a Sicília on es desenvolupava la revolta dels esclaus sota Atenió i Salvi Trifó que havia agafat molta força. Va portar amb ell un exèrcit de 17.000 homes dels quals una bona part eren regulars romans o italians. Va aconseguir en principi una victòria, i Trifó es va haver de tancar a la fortalesa de Triocala que no va poder conquerir i es va haver de retirar de manera ignominiosa.
Després d'això, sigui per corrupció o per ineptitud, va ser substituït per Gai Servili Glàucia, i es diu que abans d'entregar el comandament va destruir tots els magatzems militars per perjudicar el seu substitut. En arribar a Roma un altre Servili el va acusar de suborn i malversació i segurament devia ser veritat, ja que ni el seu cunyat Metel Numídic, un ciutadà honest, va sortir en la seva defensa. Luci Licini va ser condemnat i enviat a l'exili on el va acompanyar el poeta grec Aulus Licini Àrquies.